# Zwartówko (przystanek kolejowy)
Zwartówko – nieczynny przystanek kolejowy w Zwartówku na linii kolejowej nr 230 Wejherowo – Garczegorze, w województwie pomorskim. Przystanek został zlikwidowany przed 1945 rokiem.